# Gobernador General de Mauricio

Bandera del gobernador general.

El Gobernador General de Mauricio (en inglés: Governor-General of Mauritius; en francés: Gouverneur Général de Maurice) fue la figura política más alta de Mauricio (después de la reina) desde el 12 de marzo de 1968, cuando el país obtuvo la independencia del Reino Unido. La reina Isabel II recibió el título de reina de Mauricio hasta el 12 de marzo de 1992, cuando el país se convirtió en una república. El gobernador general era nombrado por un término indefinido, según la decisión del monarca.
Según el Estatuto de Westminster de 1931, el gobernador general era nombrado únicamente por recomendación del Gabinete de Mauricio sin la participación del gobierno del Reino Unido. En el caso de una vacante, el presidente del Tribunal Supremo se desempeñaba como oficial administrador del Gobierno. Tanto ciudadanos británicos como mauricianos ocuparon el cargo.

## Gobernadores generales
Listado de gobernadores generales desde 1968 hasta 1992.
| Titular | Titular              | Titular                   | Período                 | Período                                        | Monarca   | Primer Ministro                          |
| N.º     | Imagen               | Nombre                    | Inicio                  | Final                                          | Monarca   | Primer Ministro                          |
| ------- | -------------------- | ------------------------- | ----------------------- | ---------------------------------------------- | --------- | ---------------------------------------- |
| 1       |                      | John Shaw Rennie          | 12 de marzo de 1968     | 27 de agosto de 1968                           | Isabel II | Seewoosagur Ramgoolam                    |
|         |                      | Michel Rivalland          | 27 de agosto de 1968    | 3 de septiembre de 1968                        | Isabel II | Seewoosagur Ramgoolam                    |
| 2       |                      | Leonard Williams          | 3 de septiembre de 1968 | 27 de diciembre de 1972 (falleció en el cargo) | Isabel II | Seewoosagur Ramgoolam                    |
| 3       |                      | Raman Osman               | 27 de diciembre de 1972 | 1 de febrero de 1973                           | Isabel II | Seewoosagur Ramgoolam                    |
| 3       | 1 de febrero de 1973 | Raman Osman               | 31 de octubre de 1977   |                                                | Isabel II | Seewoosagur Ramgoolam                    |
|         |                      | Henry Garrioch            | 31 de octubre de 1977   | 23 de marzo de 1978                            | Isabel II | Seewoosagur Ramgoolam                    |
| 4       |                      | Dayendranath Burrenchobay | 23 de marzo de 1978     | 26 de abril de 1979                            | Isabel II | Seewoosagur Ramgoolam y Anerood Jugnauth |
| 4       | 26 de abril de 1979  | Dayendranath Burrenchobay | 28 de diciembre de 1983 |                                                | Isabel II | Seewoosagur Ramgoolam y Anerood Jugnauth |
| 5       |                      | Seewoosagur Ramgoolam     | 28 de diciembre de 1983 | 15 de diciembre de 1985 (falleció en el cargo) | Isabel II | Anerood Jugnauth                         |
|         |                      | Cassam Moollan            | 15 de diciembre de 1985 | 17 de enero de 1986                            | Isabel II | Anerood Jugnauth                         |
| 6       |                      | Veerasamy Ringadoo        | 17 de enero de 1986     | 12 de marzo de 1992                            | Isabel II | Anerood Jugnauth                         |

Notas
     Presidente del Tribunal Supremo que se desempeñó como Oficial Administrador (interinamente).